# Bayleaf
Bayleaf è il primo album solista di Stone Gossard, chitarrista ritmico dei Pearl Jam. Fu pubblicato dalla Sony l'11 settembre 2001. Gossard canta sette delle 10 canzoni del CD, mentre i co-produttori e allo stesso tempo ospiti Ty Wilman e Pete Droge cantano in quelle rimanenti.

## Tracce
1. Bore Me – 3:45
2. Fits – 4:05
3. Pigeon – 4:32
4. Anchors – 4:41
5. Cadillac – 3:03
6. Bayleaf – 6:05
7. Every Family – 3:12
8. Unhand Me – 3:46
9. Hellbent – 3:31
10. Fend It Off – 3:03